# Ван Генд ен Лос (дело)
Решението по дело C 26/62 „Ван Генд ен Лос“ срещу Нидерландската данъчна администрация (N.V. Algemene Transport-en Expeditie Onderneming van Gend & Loos v Nederlandse Administratie der Belastingen) от 5 февруари 1963 г. е сред емблематичните решения на Европейския съд.
Чрез него Съдът по тълкувателен път формулира принципа, че нормите на правото на Европейския съюз могат да създават задължения и права на физическите и юридическите лица от държавите членки, които права трябва да бъдат признати и защитавани от националните съдилища на държавите членки на Съюза. Днес този принцип е известен като принцип на непосредствено действие на правото на Европейския съюз и е сред най-важните негови характеристики.

## История
„Ван Генд ен Лос“ – нидерландска компания за логистика, внася карбамидформалдехид от Западна Германия в Нидерландия, при което нидерландските гранични власти обмитяват внесения продукт с вносни мита. Компанията обжалва решението на данъчните власти с обяснението, че наложеното ѝ мито противоречи на разпоредбите чл. 12 от Договора за Европейската икономическа общност (днес. чл. 30 от Договора за функциониране на Европейския съюз), тогава постановяващ:
| „ | Държавите членки се въздържат да въвеждат помежду си каквито и да е нови митнически такси за внос и износ, както и мерки с равностоен ефект, и от увеличаването на тези, които вече прилагат в търговията помежду си. | “ |

Компанията плаща наложеното мито, но опитва да си върне парите чрез нидерландски съд. Във връзка със случая нидерландският съд отправя преюдициално запитване до Европейския съд с молба последният да се произнесе с тълкувателно решение „дали член 12 от Договора за ЕИО има непосредствено действие във вътрешното право, в смисъл че гражданите на държави членки могат да се позовават на основание на този член на права, които националният съд трябва да защитава“.
Правителството на Нидерландия оспорва компетентността на Съда да се произнесе по случая с мотива, че Съдът не е компетентен да се произнесе дали разпоредбите на Договора за ЕИО имат предимство пред вътрешното законодателство или пред други договори, по които Нидерландия е страна и които са част от вътрешното ѝ право, и че определението на Съда няма да е релевантно за разрешаването на отнесения пред него спор.
Мнението на генералния адвокат по делото е, че някои от клаузите на договора имат непосредствено действие и гражданите могат да се позовават на тях пред националните съдилища, но и че оспорваният член не е сред тях.

## Решението
На 5 февруари 1963 г. Европейският съд излиза с решение, което отхвърля протестите на нидерландското правителство и според което посоченият член от Римския договор създава пряко права за „Ван Генд ен Лос“. Своето решение Съдът мотивира с широко тълкуване на Договора, обяснявайки, че:
| „ | ...Общността съставлява нов правов ред на международното право, в полза на който държавите са ограничили суверенните си права, макар и в ограничени области, и чиито субекти са не само държавите членки, но и техните граждани. Поради това, независимо от законодателството на държавите членки, общностното право налага задължения на частноправните субекти и същевременно е предназначено да поражда права, които стават част от техния патримониум. Тези права възникват не само когато са изрично предоставени от Договора, но също така и въз основа на задълженията, които Договорът налага по ясно определен начин както на частноправните субекти, така и на държавите членки и на институциите на Общността. | “ |

Изхождайки от духа, общата структура и формулировката на тези разпоредби, Съдът прави извода, че целта на Договора за ЕИО, а именно създаването на общ пазар, чието функциониране засяга пряко правните субекти в Общността, предполага, че този Договор е повече от споразумение, пораждащо единствено взаимни задължения за държавите, които са страни по него. Съдът потвърждава, че чрез Договорите държавите са признали, че общностното право има обвързващо действие, поради което техните граждани могат да се позовават на него пред националните съдилища.
Съдът уточнява, че обстоятелството, че някои членове от Договора предоставят възможност на Комисията и на държавите членки да заведат дело пред Съда срещу държава, която не е изпълнила задълженията си, не означава, че частноправните субекти не могат при необходимост да се позовават на тези задължения пред национален съд, както и фактът, че Договорът предоставя на разположение на Комисията средства за гарантиране на спазването на задълженията, наложени на субектите на Договора, не изключва възможността по дела между частноправни субекти пред национален съд да се прави позоваване на нарушение на тези задължения.
Относно митото, с което Нидерландия е обложила внесения карбамид-формлдехид, съдът постановява, че Нидерландия не може да установява по-високи митата от тези, валидни преди влизането в сила на Договора (1 януари 1958). Относно това Съдът отбелязава, че незаконното увеличение може да се дължи както на реорганизация на тарифата, в резултат на която продуктът се класира в позиция, за която е предвидено по-високо облагане, така и на увеличение на самата митническа ставка.
Съдиите в Люксембург обаче признават, че националният съд на Нидерландия е този, който трябва да установи дали карбамид-формалдехидът от Федерална република Германия е обмитен съгласно действащите в Нидерландия митнически разпоредби с вносно мито, по-високо от това, с което се е облагал към 1 януари 1958 г.

## Значение на решението
Решението на Европейския съд по случая „Ван Генд ен Лос“ илюстрира съзидателната роля на Съда на Европейския съюз при формулирането на основните принципи на европейското право. Принципът на непосредствено действие на норми от правото на ЕС не се съдържа в учредителните договори на съюза, а е формулиран и доразвит от Съда. Случаят илюстрира начина, по който разпоредбите на европейското право стават част от вътрешното право на държавите членки. Непосредственото действие не предполага непременно действия на Европейската комисия срещу държавите членки, а предоставя на гражданите възможността сами да предприемат такива действия пред националните си съдилища, позовавайки се на правата си, предоставени им от нормите на правото на Европейския съюз – по-ефективен механизъм за правна принуда над държавите членки, нарушителки на съюзното право.